# 5 Dywizja Kawalerii (Cesarstwo Niemieckie)
5 Dywizja Kawalerii (niem. 5. Kavallerie-Division)  – związek taktyczny Armii Cesarstwa Niemieckiego. 
W sierpniu 1914 rozwinięto w Niemczech do etatów wojennych istniejące w okresie pokoju związki operacyjne (armie) i związki taktyczne. W składzie I Korpusu Kawalerii została rozwinięta między innymi 5 Dywizja Kawalerii. W I wojnie światowej dywizja walczyła na froncie zachodnim.

## Struktura organizacyjna
Skład od 2 VIII 1914 do 20 IX 1915:
- dowództwo dywizji
- 9 Brygada Kawalerii
  - 4 pułk dragonów
  - 10 pułk ułanów
- 11 Brygada Kawalerii
  - 1 pułk kirasjerów
  - 8 pułk dragonów
- 12 Brygada Kawalerii
  - 4 pułk huzarów
  - 6 pułk huzarów